# Louis de Thomassin de Peynier
 (juillet 2016).
Si vous disposez d'ouvrages ou d'articles de référence ou si vous connaissez des sites web de qualité traitant du thème abordé ici, merci de compléter l'article en donnant les références utiles à sa vérifiabilité et en les liant à la section « Notes et références ».
Pour les articles homonymes, voir Thomassin et Peynier (homonymie).
Louis de Thomassin de Peynier, né à Aix-en-Provence le 17 septembre 1705 et mort dans la même ville le 31 octobre 1794 est un seigneur puis marquis de Peynier, juriste, conseiller puis président à mortier au parlement de Provence. 
Il est intendant aux Îles du Vent de l'Amérique de 1763 à 1772 et de 1775 à 1783. 

## Famille
Louis de Thomassin de Peynier est le fils de Jean-Louis François de Thomassin de Peynier (mort en 1722), seigneur de Peynier, et de Jeanne de Thomassin de Saint-Paul (morte en 1720).  
Il épouse Anne Dupuy de la Moutte (1705-1785) à Aix en 1726, dont sont issus notamment :
1. Jean-Luc de Thomassin de Peynier (1727-1807), conseiller puis président à mortier au Parlement de Provence (1748), baron de Trets ;
2. Marie Anne Thérèse, née en 1729 à Peynier ;
3. Alexandre Henry (1729-1736) ;
4. Antoine de Thomassin de Peynier (1731-1809), chevalier, chef d'escadre dans la Marine royale, chevalier puis commandeur de l'ordre royal de Saint-Louis, membre de l'ordre de Cincinnati, comte de Peynier, gouverneur de Saint-Domingue (1789-1790) ;
5. Marie Gabrielle de Thomassin de Peynier (1733-1772), abbesse d'Hyères en 1769  ;
6. Jacques-Louis-Auguste de Thomassin de Peynier (1734-1815), chanoine-comte de Saint-Victor de Marseille, abbé d'Aiguebelle, membre de l'Académie des sciences, arts et belles-lettres de Marseille ;
7. Michel Marie Sextius de Thomassin de Peynier (1736-1765), chevalier, officier sur les vaisseaux du Roi ;
8. Madeleine de Thomassin de Peynier (1737-1815), religieuse bénédictine ;
9. Marie Henriette de Thomassin de Peynier (1739-1800), qui épouse en 1757 à Aix Jacques-Henri de Lieuron, écuyer de Saint-Chamas ;
10. Angélique Thérèse de Thomassin de Peynier (1744-1810), qui épouse en 1770 à Aix Etienne-François Baudil Senchon de Bournissac (né en 1729, guillotiné en 1792).

## Possessions
Louis de Thomassin de Peynier possède plusieurs seigneuries et domaines en basse Provence principalement, mais aussi dans les actuelles Alpes-de-Haute-Provence. Il devient seigneur de Peynier en 1722, à la mort de son père. En 1743, il obtient le titre de marquis pour la terre de Peynier. Il est également seigneur d'Ainac (commune de La Robine-sur-Galabre), de Taillas (Le Castellet) et des domaines de La Clappe et de Bédejun (actuelle commune de Chaudon-Norante). 

## Carrière de parlementaire
D'abord conseiller au parlement de Provence en 1726, il devient président à mortier en 1742.  

## Carrière dans l'administration coloniale
Il devient intendant de la Martinique et de Sainte-Lucie de 1763 à 1772, ainsi que de la Guadeloupe entre 1763 et 1765. À nouveau intendant à la Guadeloupe de 1775 à 1780, il revient en Martinique de 1780 à 1783. 

## Révolution
En mars 1789, Louis de Thomassin de Peynier est assiégé dans son château de Peynier lors d'une émeute qui fait suite à la rédaction des cahiers de doléances. Pendant la Révolution, il n'émigre pas, et meurt à Aix en 1794.